# Telothyria pacata
Telothyria pacata là một loài ruồi trong họ Tachinidae.